# Silver Ravenwolf
Jenine E. Trayer, conosciuta come Silver Ravenwolf (Dillsburg, 11 settembre 1956), è una saggista e scrittrice statunitense.
Dal 1990 a oggi ha pubblicato numerosi libri sul neopaganesimo e alcune forme di stregoneria moderna (invece le sue pretese di parlare a nome della religione Wicca hanno suscitato numerose polemiche, poiché il suo lignaggio, che risale a Gerald Gardner, è contestato da alcune correnti dei British Traditional, poiché passa per Raymond Buckland che all'inizio non aveva la Gran Sacerdotessa); Silver Ravenwolf ha raggiunto una grande popolarità grazie soprattutto ai bestseller internazionali "To ride a silver broomstick" (pubblicato in italiano con il titolo "Incantesimi per giovani streghe") e "Teen Witch" (pubblicato in italiano come "Giovani streghe").
I suoi sostenitori l'apprezzano per la sua visione progressista dell'Arte, riconoscendole il merito di aver contribuito a diffondere un'immagine positiva della Wicca e di essersi battuta per un riconoscimento ufficiale di questa religione negli Stati Uniti.

Altri nella comunità pagana l'accusano invece di dare nelle sue opere un'immagine troppo semplicistica, distorta, approssimativa e new Age della Wicca, di commettere errori nella citazione delle dottrine ad esempio di Margaret Murray e nella citazione del numero di vittime nei processi cristiani contro le streghe e soprattutto di non distinguere con sufficiente chiarezza tra Wicca (della quale la sua tradizione non fa parte dal punto di vista del lignaggio, nonostante evidenti affinità), Stregoneria e Neopaganesimo.

Comunque sia, tra gli autori che trattano tematiche legate alla religione Wicca, Silver Ravenwolf rimane tra le più lette e più conosciute nel mondo.

## Libri di Silver Ravenwolf pubblicati in Italia
Libri sulla Wicca e la magia:
- 2001 Giovani Streghe (Macroedizioni)
- 2002 La notte di Halloween ( Armenia)
- 2002 Attirare la fortuna (Armenia)-riedito nel 2005 col titolo Incantesimi per la fortuna
- 2002 Far nascere l'amore (Armenia) - riedito nel 2004 con il titolo Incantesimi d'amore
- 2002 Generare la prosperità (Armenia)- riedito nel 2004 col titolo Incantesimi per la prosperità
- 2003 Incantesimi per giovani streghe (Armenia)
- 2003 Il calderone magico (Macroedizioni)
- 2005 Come attivare il proprio potere magico-Accendere la fiamma sacra (Macroedizioni)
- 2009 Angeli. Compagni di magia. (Mursia)
- 2019 L'ora delle streghe (Armenia)

Libri di narrativa:
- 2001 Le streghe di Cold Springs (Armenia)
- 2003 L'antro delle streghe (Armenia)
- 2003 Notte di paura (Armenia)